# Medalla de la deportació i l'internament polític
La Medalla de la Deportació i l'Internament Polític (francès: médaille de la déportation et de l’internement politique) és una medalla d'honor francesa que va ser establerta el 9 de setembre de 1948.

## Història
El govern francès va crear aquesta distinció seguint la llei relativa a la definició precisa de deportació i internament:  (Llei 48-1404 del 9 de setembre de 1948)
- deportació, trasllat fora del territori nacional i reclusió en una presó o un camp de concentració;
- internament, detenció en territori nacional durant un període mínim de tres mesos.

La possessió del carnet de Deportat-polític o d'Internat-polític, lliurat pel servei departamental de l'Oficina Nacional d'Antics Combatents, establia el dret a rebre aquesta medalla.
El model va ser obra de 'Arthus Bertrand.
Els beneficiaris van ser els deportats i internats de la Segona Guerra Mundial que no tenien l'estatus de combatents de la resistència. Tanmateix, la seva atribució es va ampliar el 6 de gener de 1955 als deportats i internats de la Primera Guerra Mundial. Això permetia afegir una barra a la cinta que especifica la qualitat del beneficiari i el conflicte. Tanmateix, aquesta decoració tenia com a objectiu principal retre homenatge als deportats i internats de la Segona Guerra Mundial.
Es calcula que 60.000 persones van rebre aquesta condecoració3

## La insígnia

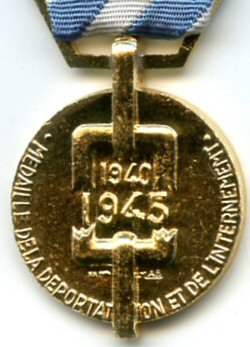
Revers

Medalla: Una medalla rodona de 30mm, en bronze o bronze daurat, comuna als deportats polítics i als internats polítics
Anvers: un eslavó de cadena vertical, que sobrepassa la medalla. Al centre hi ha el mapa de França, del qual irradien 6 raigs de llum. A la part superior hi ha la inscripció REPUBLIQUE  FRANÇAISE.
Revers: Apareix la inscripció MEDAILLE  DE  LA  DEPORTATION  ET  DE  L’INTERNEMENT, envoltat d'un eslavó de cadena, i al centre hi ha les dates 1940-1945
Cinta: de 36mm d'amplada. Hi apareixen set franges, 4 blaves i 3 blanques, verticals per als deportats i obliqües per als internats, també observem la presència d'una vora de 3mm groga a les vores de la cinta.
Barres: Hi ha quatre barres possibles: "Déporté", "Interné", "1914-1918", "1939-1945". ("Deportat", "Internat", "1914-1918", "1939-1945").

Deportació
Internament polític